# Musikjahr 1695
Liste der Musikjahre

◄◄ | ◄ | 1691 | 1692 | 1693 | 1694 | Musikjahr 1695 | 1696 | 1697 | 1698 | 1699 | ► | ►►

Weitere Ereignisse
Dieser Artikel behandelt das Musikjahr 1695.

## Ereignisse
- 02. März: Der Tod seines Vaters Johann Ambrosius Bach macht Johann Sebastian Bach im Alter von neun Jahren zum Vollwaisen. Seine Stiefmutter will mithilfe der Stadtpfeifergesellen und -lehrlinge das Amt ihres verstorbenen Mannes weiter versehen, erhält aber dafür nicht die Genehmigung der Stadt Eisenach. Daher kann sie nicht mehr selbst für Johann Sebastian und seine Geschwister sorgen. Johann Sebastian zieht daher mit seinem Bruder Johann Jacob zu ihrem älteren Bruder Johann Christoph nach Ohrdruf. Der dreizehn Jahre ältere Bruder, Organist an St. Michaelis in Ohrdruf, übernimmt Johann Sebastians weitere Erziehung und musikalische Ausbildung und vermittelt besonders das Spiel auf Tasteninstrumenten.
- 21. November: Der englische Komponist Henry Purcell stirbt auf dem Zenit seines Schaffens mit gerade einmal 36 Jahren. Er wird in der Westminster Abbey neben der Orgel begraben. Auf seinem Grabstein steht: Here lyes Henry Purcell Esq., who left this life and is gone to that blessed place where only his harmony can be exceeded. Im Jahr seines Todes werden noch seine Semi-Opern Timon of Athens, The Indian Queen und The Tempest (ggfs. nicht oder nur teilweise von ihm) uraufgeführt und er komponiert das Anthem Music for the Funeral of Queen Mary für die Trauerfeier von Königin Maria II. von England, die am 5. März beerdigt wurde.
- Nach Stationen in Wien, Eisenach, Erfurt, Stuttgart und Gotha lässt sich der Komponist und Organist Johann Pachelbel in Nürnberg nieder. Er wird als Nachfolger des verstorbenen Georg Caspar Wecker Organist an der Sebalduskirche seiner Heimatstadt.
- Der als „Nachtigall von Neapel“ berühmte Sopranist Matteuccio folgt nach einigem Zögern einem ersten Ruf des musikliebenden Kaisers Leopold I. an den kaiserlichen Hof nach Wien. Obwohl der Sänger ein märchenhaftes Gehalt bezieht, bleibt er nur bis zum Sommer 1696.
- John Walsh und John Hare etablieren sich als Musikverleger in London. Sie werden zwischen 1695 und 1730 Musikstücke in einer bis dahin nicht gekannten Auflagenstärke veröffentlichen.

### Uraufführungen

#### Bühnenwerke

##### Oper
- 05. Februar: Die Uraufführung der Oper Muzio Scevola von Giovanni Bononcini erfolgt im Tordinona in Rom.
- 00. Februar: Zwei Opern von Agostino Steffani werden in Hannover erstmals aufgeführt:
  - Baccanali („divertimento“) in einem Akt auf das Libretto von Ortensio Mauro im Picciolo Teatro Elettorale
  - I trionfi del fato, „dramma“ in drei Akten auf das Libretto von Ortensio Mauro im Schloss Hannover
- Tomaso Albinoni – Il prodigio dell'innocenza
- Drei Semi-Opern von Henry Purcell werden uraufgeführt:
  - Timon of Athens
  - The Indian Queen (abschließende Masque von seinem Bruder Daniel Purcell)
  - The Tempest (ggfs. nicht oder nur teilweise von Purcell)

### Instrumentalmusik

#### Orchestermusik
- Johann Caspar (Ferdinand) Fischer – Le journal du printemps, 8 Suiten für Streicher und b.c. (Oboen, Flöten, Fagott ad lib.), op. 1 (Augsburg 1695)[1]
- Georg Muffat – Florilegium Primum. 7 Suiten für mehrere Instrumente (Augsburg 1695)

#### Kammermusik
- Johann Pachelbel – Musicalische Ergötzung, Vol. 2
- Élisabeth Jacquet de La Guerre – 2 Sonaten für Violine, Viola da gamba und basso continuo (ca. 1695)

### Anderes
- Johann Georg Ahle – Musikalisches Frühlings-Gespräch
- Jeanne Dolmetsch – The Compleat Flute-Master
- Agostino Steffani – Quanta certezza habbia da suoi principii la musica (Amsterdam 1695)

### Instrumentenbau

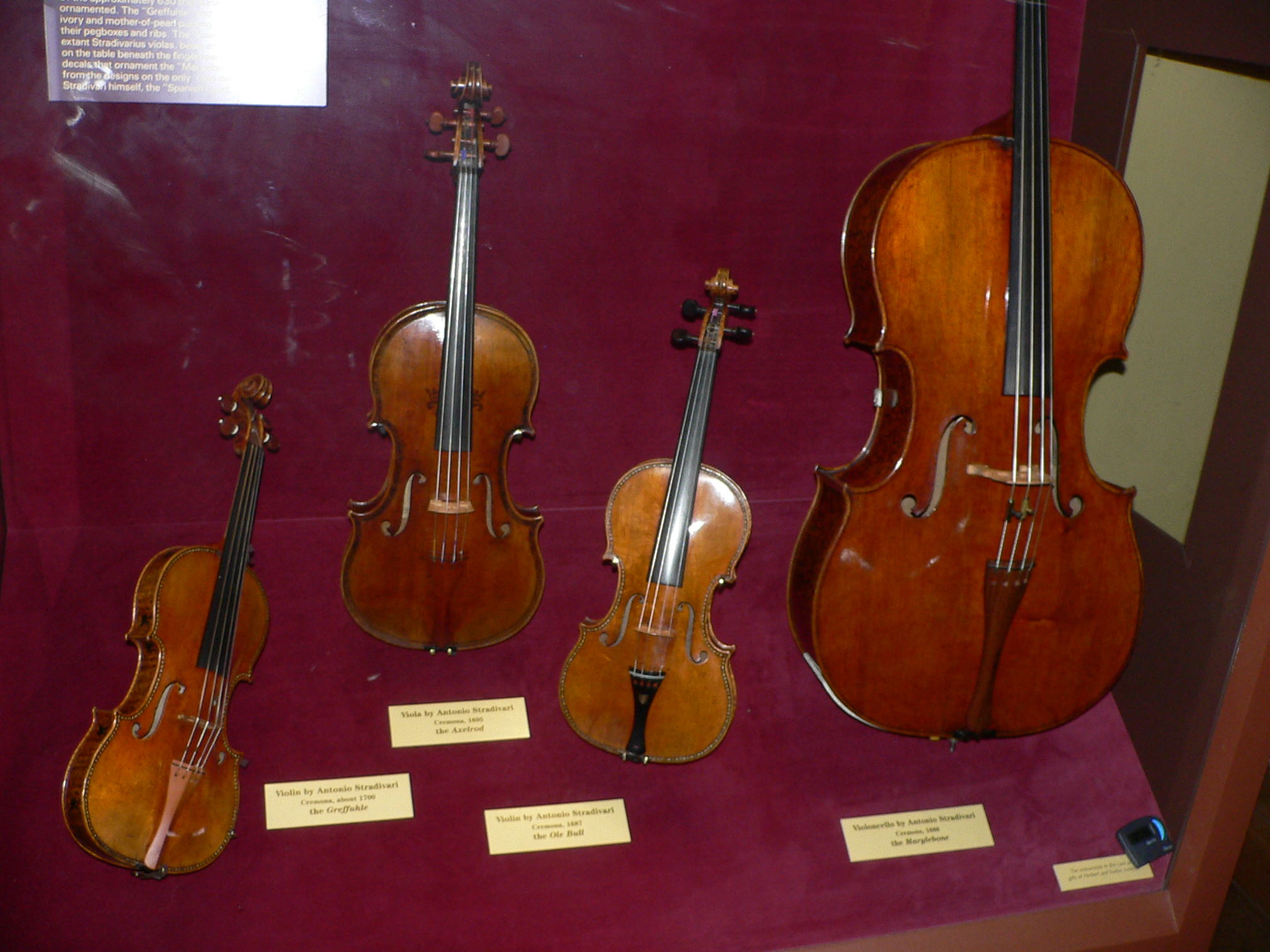
Die vier von Antonio Stradivari gebauten Instrumente des „Axelrod Quartetts“ (von links nach rechts): Greffuhle, Axelrod, Ole Bull und Marylebone

- In der Werkstatt von Antonio Stradivari wird die heute unter dem Namen Axelrod bekannte Violine produziert, die heute der Smithsonian Institution gehört und Bestandteil des sog. „Axelrod-Quartetts“ im National Museum of American History in Washington, D.C. ist. Um 1695 wird wahrscheinlich auch das Violoncello Boni, Hegar hergestellt.

## Geboren

### Geburtsdatum gesichert
- 06. Januar: Giuseppe Sammartini, italienischer Oboist und Komponist († 1750)
- 22. Januar (getauft): Hermann Ulrich von Lingen, deutscher Historiker, Gelehrter und Kirchenlieddichter († 1743)
- 02. Februar: Jean-Odéo Demars, französischer Organist, Cembalist und Komponist († 1756)
- 19. Februar (getauft): Johann Conrad Melchior Pichler, österreichischer Komponist († 1780?)
- 21. Juli: Tobias Friedrich Bach, deutscher Organist und Hofkantor († 1768)
- 01. August: Johann Konrad Brandenstein, deutscher Orgelbauer († 1757)
- 06. August: Ludwig Eberhard Fischer, deutscher lutherischer Geistlicher, Theologe, Kirchenlieddichter und Politiker († 1773)
- 26. August: Marie-Anne-Catherine Quinault, französische Schauspielerin und Komponistin († 1791)
- 03. September: Pietro Locatelli, italienischer Violinenvirtuose und Komponist († 1764)
- 20. September: Johann Lorenz Bach, deutscher Komponist († 1773)
- 26. Oktober: Simon Burckhardt, österreichischer Orgelbauer († 1768)
- 15. Dezember: Benigna Marie Reuß zu Ebersdorf, deutsche Kirchenlieddichterin († 1751)

### Geboren vor 1695
- Christian Heinrich Weidemann, deutscher Librettist und Jurist († 1715)

### Geboren um 1695
- Anastasia Robinson, englische Opernsängerin und Händel-Interpretin († 1755)

## Gestorben

### Todesdatum gesichert

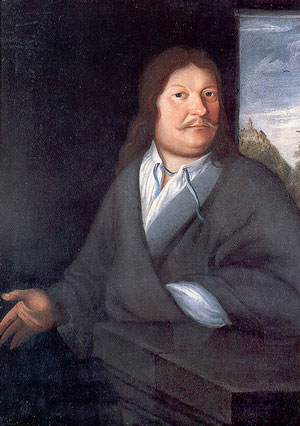
Johann Ambrosius Bach; † 2. März

- 20. Februar: Johann Georg Künstel, deutscher Organist, Kapellmeister und Komponist (* um 1645)
- 02. März: Johann Ambrosius Bach, deutscher Musiker, Vater von Johann Sebastian Bach (* 1644)
- 20. April: Georg Caspar Wecker, deutscher Komponist (* 1632)
- 15. Juli: Yeremia Tschelebi Kömürdjian, armenischer Dichter, Drucker, Historiker, Pädagoge, Musiker, Miniaturist und Übersetzer (* 1637)
- 21. November: Henry Purcell, englischer Komponist (* 1659)

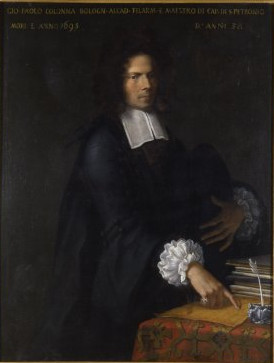
Giovanni Paolo Colonna; † 28. November

- 28. November: Giovanni Paolo Colonna, italienischer Organist, Kapellmeister und Komponist (* 1637)
- 20. Dezember: David Pohle, deutscher Komponist (* 1624)

### Genaues Todesdatum unbekannt
- Fabrizio Fontana, italienischer Organist und Komponist (* um 1620)